# Fitz-James
Fitz-James è un comune francese di 2 511 abitanti situato nel dipartimento dell'Oise della regione dell'Alta Francia.

## Società

### Evoluzione demografica
Abitanti censiti